# Copiopteryx derceto
Copiopteryx derceto es una especie de lepidóptero de la familia Saturniidae. Se encuentra en América del Sur, incluido Brasil. 